# Pyramide commémorative de la bataille d'Ivry
La pyramide commémorative de la bataille d'Ivry est un obélisque érigé sur le territoire de la commune d'Épieds, dans l'Eure pour commémorer la bataille d'Ivry qui opposa le 14 mars 1590 le roi Henri IV au duc de Mayenne, lors des guerres de Religion.

## Histoire

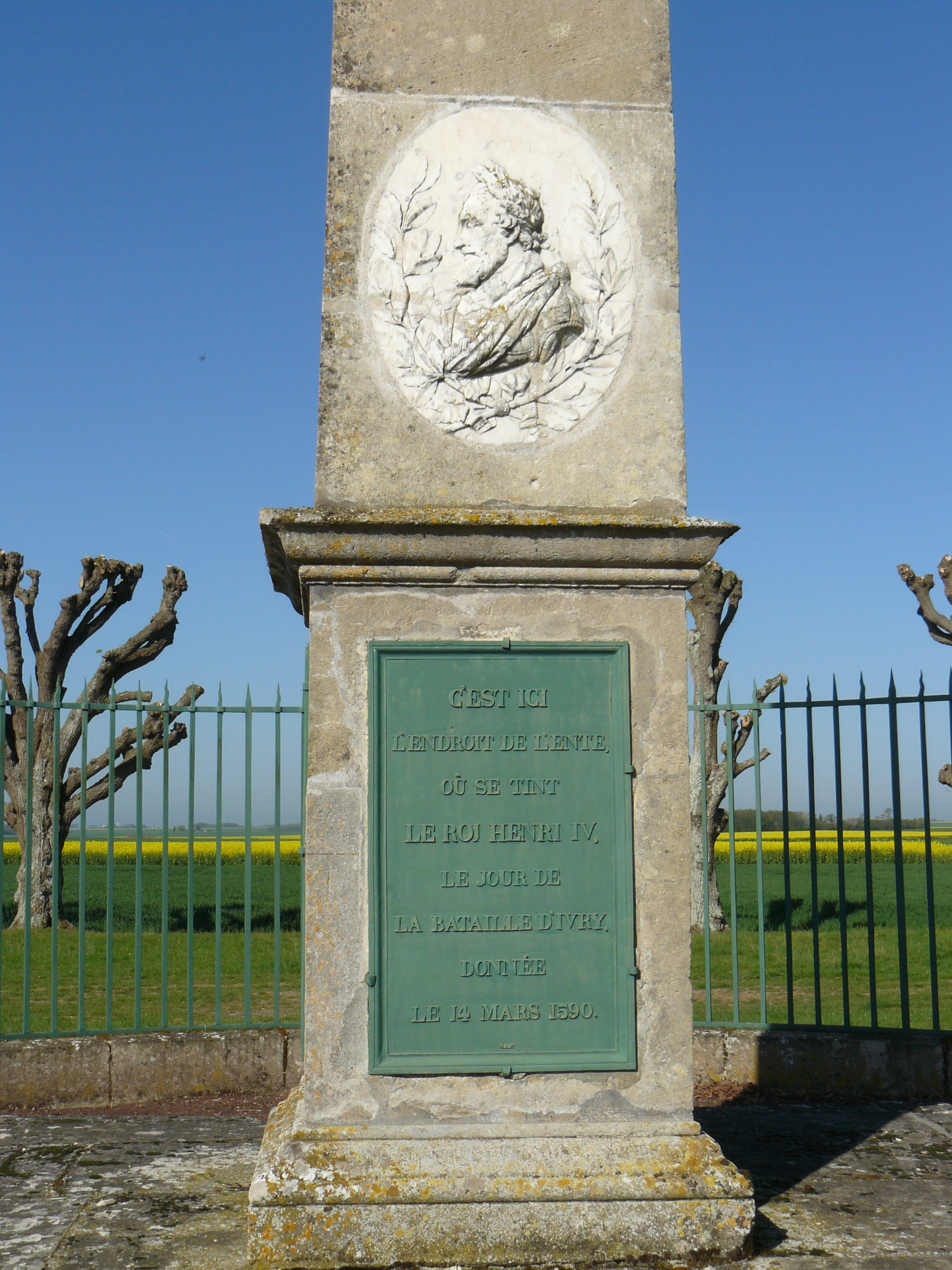
Médaillon à l'effigie d'Henri IV et plaque commémorative.

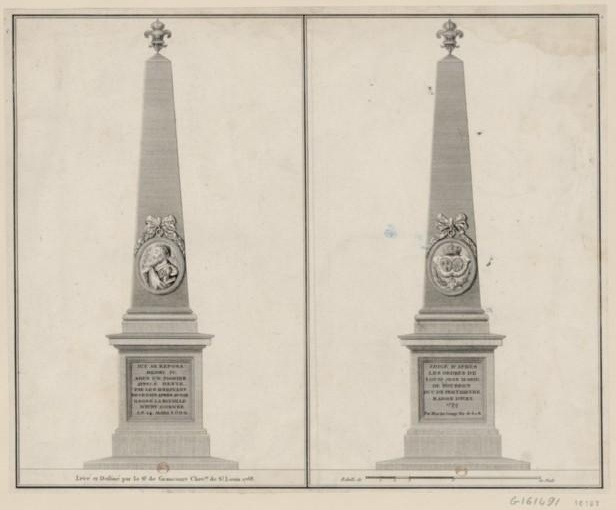
Ancien obélisque érigé en 1777 par le duc de Penthièvre.

Selon la tradition, le monument se dresserait à l'endroit exact où Henri IV s'endormit après la bataille, au pied d'un poirier enté (l'« ente »).
Bien qu'il s'agisse d'un obélisque, la dénomination de pyramide lui a été conservée en référence au monument initial, une pyramide d'un pied de large sur quatre de haut, érigée par le comte d'Eu en 1758. Elle fut remplacée en 1777 par un premier obélisque érigé par le duc de Penthièvre, seigneur d'Anet, et surmonté d'une fleur de lys : ce monument fut détruit en 1798, sous le Directoire. C'est Napoléon Bonaparte qui le fit remplacer en 1804 par le monument actuel, à la suite de sa visite dans la région alors qu'il était encore Premier Consul.
Les inscriptions originales que Bonaparte avait fait porter sur l'obélisque ont disparu en 1814, année de son abdication.
L'obélisque est classé monument historique par la liste de 1862.
Renversé par la tempête du 26 décembre 1999, l'obélisque fut restauré et relevé en 2000. Il se dresse aujourd'hui à nouveau sur sa colline, au bout d'une allée de tilleuls orientée ouest-est.